# Astragalus brachycentrus
Astragalus brachycentrus är en ärtväxtart som beskrevs av Fisch.. Astragalus brachycentrus ingår i släktet vedlar, och familjen ärtväxter. Inga underarter finns listade i Catalogue of Life.